# Sanktuarium Matki Bożej Łaskawej w Le Grazie
Sanktuarium Matki Bożej Łaskawej w Le Grazie (wł. Il Santuario della Beata Vergine delle Grazie) – kościół zbudowany w stylu gotyku lombardzkiego, poświęcony Matce Bożej, znajdujący się we Włoszech, w miejscowości Le Grazie, należącej do gminy Curtatone, ok. 7 km od Mantui. Do sanktuarium wzniesionego nad wodami rzeki Mincio przylega wielki plac, na którym co roku 14 i 15 sierpnia odbywa się konkurs malowania obrazów kredą na asfalcie. Jest to tzw. Concorso dei Madonnari (konkurs rysowników ulicznych, dosłownie – "malujących Madonny").

## Historia
Początki kościoła w Le Grazie sięgają lat 1150–1200. Wówczas miejscowość ta nazywała się Prato Lamberto. Na niewielkim cyplu wyłaniającym się z trzcin, którymi porośnięte były brzegi rzeki, 
rybacy i chłopi z okolic Mantui zbudowali ołtarzyk z wizerunkiem Maryi z Dzieciątkiem. Obraz ten był przez miejscową ludność otaczany szczególną czcią. Maryi obecnej w swoim wizerunku zaczęto też przypisywać cudowną moc, a mieszkańcy okolic Mantui wierzyli, że za wstawiennictwem Matki Bożej otrzymywali różne łaski. Nad ołtarzem została więc zbudowana kaplica, aby chronić obraz przed wpływem warunków atmosferycznych. Wraz z rozbudową struktury architektonicznej zwiększało się też zainteresowanie tym miejscem. W 1399 w. Mantuę nawiedziła epidemia dżumy. Ówczesny władca, Franciszek I Gonzaga, uznał ustąpienie zarazy za łaskę otrzymaną przez wstawiennictwo Madonny i na tę pamiątkę rozkazał zbudować w miejscu dawnej kaplicy kościół poświęcony Maryi. Prace budowlane zostały powierzone architektowi Bartolino z Novary, który w tym samym czasie projektował w Mantui Castello di San Giorgio oraz zamek Estense w Ferrarze. Kościół zbudowano w stylu gotyku lombardzkiego, a jego budowa kosztowała 30000 skudów w złocie. W 1406 kościół został konsekrowany w obecności darczyńcy oraz biskupów Mantui i Cremony.

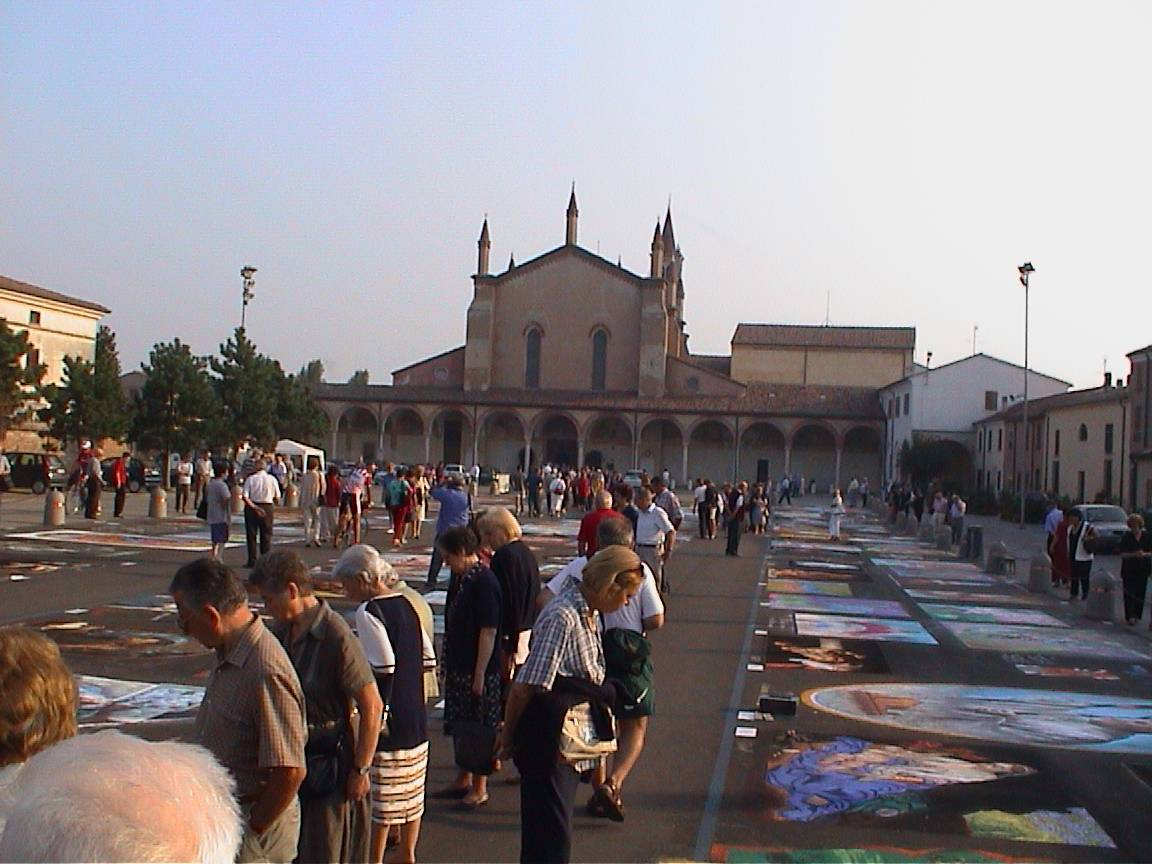
Concorso dei Madonnari

Od tego czasu liczba pielgrzymów odwiedzających to miejsce ciągle rosła. Już nie byli to tylko mieszkańcy okolicznych miejscowości, ale także przybysze z daleka. Byli wśród nich nawet cesarz Karol V Habsburg i papież Pius II. Sanktuarium otrzymywało też liczne darowizny, które sprawiły, że oryginalna struktura architektoniczna kościoła uległa licznym modyfikacjom. Począwszy od 1412 do końca XV w. zostały zbudowane: konwent, szkoła, oratorium i biblioteka. Niektóre z zamożnych rodzin mantuańskich ufundowały prywatne kaplice przylegające do konwentu lub też znajdujące się wewnątrz kościoła. Były to też miejsca pochówku członków tych rodzin. Nad rozbudową kościoła pracował też Giulio Romano. W 1521 wokół placu został zbudowany portyk z 52 arkadami. Stał się on miejscem handlu dla licznych kupców, ponieważ 11 sierpnia 1525 markiz Fryderyk II Gonzaga przeniósł tu targ z portu w Mantui, zapoczątkowując tradycję targu sierpniowego, zwanego Fiera di ferragosto delle Grazie. Rozliczne darowizny doprowadziły do rozbudowy bazyliki, która stała się wielkim kompleksem budynków. W 1642 dobudowana została zakrystia oraz nowe skrzydło portyków wzdłuż placu. Ambitny projekt z 1700, którego pomysłodawczynią była księżna Anna Izabela z Guastalli, przewidywał zbudowanie 15 kaplic wzdłuż drogi do Mantui, ale nie został zrealizowany. W 1782 konwent został zamknięty i przekształcony w szpital. Zaczął się okres upadku sanktuarium. W czasie inwazji napoleońskiej zostało ono pozbawione zbiorów darów wotywnych, znacznej części kosztowności, a zbiory biblioteczne zostały zniszczone lub zagrabione. W 1810 władze francuskie rozwiązały konwent i wygnały rezydujących tu franciszkanów. W 1812 zniszczono lub rozebrano częściowo tego budynki kompleksu architektonicznego. Sanktuarium pozostawało w ruinie aż do czasu, kiedy zajęli się nim biskupi Mantui - Corti, Rota i Sarto (późniejszy papież Pius X). Wtedy zaczęła się nowa epoka w jego historii, zostało bowiem odrestaurowane i wzmogła się jego aktywność duszpasterska. W 1886 powrócili tu franciszkanie, a w 1905 ich miejsce zajęli pasjoniści. Od 1935 posługę pełnią tu księża diecezjalni.

## Struktura architektoniczna

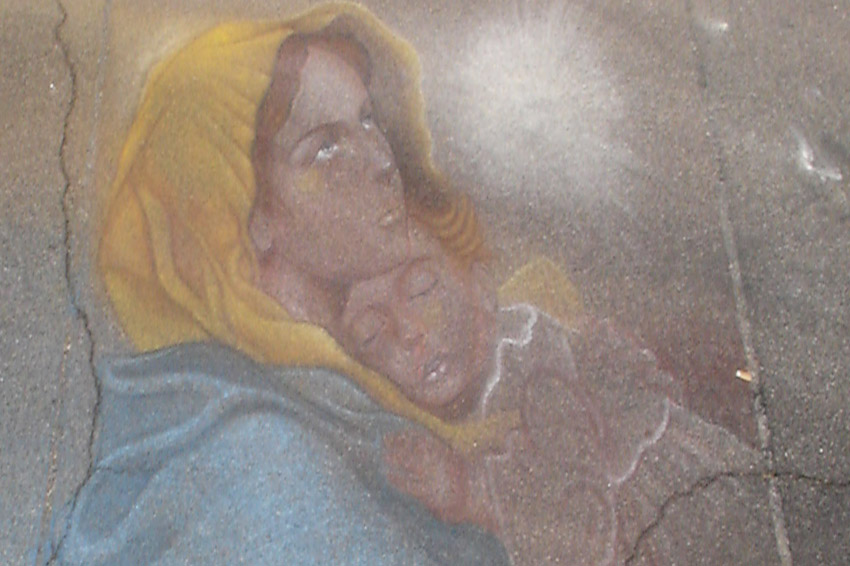
Jeden z obrazów Concorso dei Madonnari

Obecnie budowla zachowuje swój oryginalny styl gotyku lombardzkiego, ale widoczne są dodatki w różnych stylach, które zostały dobudowane w ciągu wieków. Na skutek działań wojennych część budowli została zniszczona, a na miejsce jednych pomieszczeń zostały zbudowane inne. Z czterech krużganków, kaplic i innych pomieszczeń oryginalnej budowli do dziś pozostały jedynie: "krużganek Drzwiowy" i skrzydło wschodnie. Portyk poprzedzający fasadę budowli, w skład którego wchodzi 13 arkad, ozdobiony jest dekoracjami ceglanymi, a freski z XVI w. na lunetach przedstawiają sceny z historii Mantui, a ich wspólną cechą jest obraz Madonny lub cudowne wydarzenia, które miały miejsce za Jej przyczyną. Fasada jest zwieńczona trzema pinaklami, a na architrawie renesansowego portalu z czerwonego marmuru znajduje się napis Sacrum Celesti Reginae Dicatum, a w lunecie fresk Madonna z Dzieciątkiem.

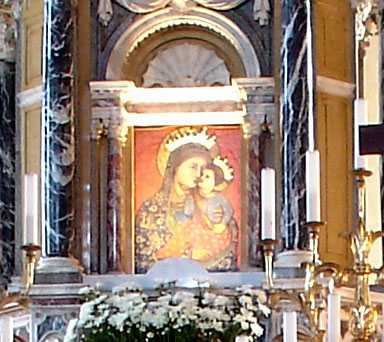
Obraz Matki Bożej czczony w sanktuarium

Jednonawowe wnętrze zachowuje charakter gotycki. Sklepienie krzyżowe jest ozdobione freskami z motywami roślinnymi. Ściany są bogato zdobione, a czymś wyjątkowym są postacie z miazgi papierowej i innych materiałów, przedstawiające 53 postacie osób, które zawdzięczały określone łaski wstawiennictwu Matki Bożej Łaskawej. Są to między innymi papież Pius II, cesarz Karol V i król Filip II, a także inne osoby znane, czy też do dziś niezidentyfikowane. Pod sufitem zawieszona jest inna osobliwość sanktuarium, a mianowicie wypchany krokodyl, umieszczony tu w XV lub XVI w. Środkowa część ścian nawy pokryta jest drewnianą konstrukcją, wykonaną przez franciszkanina Francesco da Acquanegra w 1517. Przed jej skonstruowaniem ściany były surowe, bez żadnych malowideł, co wykazały niedawno prowadzone badania. 

## Obraz
Obraz czczony w sanktuarium przedstawia Madonnę w stylu zwanym przez ikonografię Eleusa, gdyż jej policzek dotyka policzka Dzieciątka, które trzyma na ręku. Dzieciątko Jezus ma twarz owalną. Sprawia wrażenie, że patrzy na widza. Jego odzienie swym kolorem odcina się od dwukolorowych szat Maryi, które z kolei ozdobione są różami i innymi ornamentami. Kolor tła pozwala wyodrębnić aureole i korony, które wieńczą głowy Madonny i Dzieciątka, a także zwraca uwagę na spojrzenie, które te postacie wymieniają między sobą.
W ciągu wieków obraz był odnawiany i poprawiany, co jest dostrzegalne szczególnie w obrębie oczu i dłoni. Pomimo stosowania rozmaitych technik przy poprawkach, można stwierdzić, że dzieło zostało namalowane ok. 1300. Jest więc najstarszym obiektem w świątyni.

## Dary wotywne
Zazwyczaj z każdym sanktuarium związane są podania i świadectwa mówiące o cudach, cudownych uzdrowieniach i otrzymanych łaskach. Z sanktuarium w Le Grazie jest podobnie. Świadectwem wiary ludzi odwiedzających sanktuarium są wielkie ilości darów wotywnych, które pokrywają część ścian w nawie głównej oraz kaplice boczne. Wśród przedmiotów ofiarowanych Matce Bożej, jako świadectwa otrzymanych łask, są protezy, oraz plakietki metalowe z wyobrażeniem oczu, rąk, nóg, serc, piersi, które wskazują na charakter uzdrowienia. Ponadto w świątyni znajduje się różnego rodzaju broń, sztandary, fotografie, listy i produkty rękodzieła.